# 瑙吉海杰什
瑙吉海杰什，是匈牙利豪伊杜-比豪尔州所辖的一个村。总面积132.76平方公里，总人口2770，人口密度20.9人/平方公里（2011年1月1日）。